# Yūto Tsukuda
附田 祐斗
Œuvres principales
- Food Wars!

Autres ouvrages :
- Shōnen Shikku,
- Yugen's All-Ghouls Homeroom (one shot)

Yūto Tsukuda (附田 祐斗, Tsukuda Yūto) est un mangaka japonais né le 13 mars 1986 à Fukuoka. Il est connu pour être le scénariste du manga Food Wars!, lequel est dessiné par Shun Saeki.

## Œuvre
- 2010 : Shōnen Shikku (少年疾駆?)
- 2012-2019 : Food Wars (食戟のソーマ, Shokugeki no Sōma?)
- 2020 : Yugen's All-Ghouls Homeroom (ユーゲンと女霊学級, Yugen to jorei gakkyu?) – one shot